# 瓦爾特PK380半自動手槍
瓦爾特PK380（英語：Walther PK380）是一款由德国槍械製造商卡尔·瓦尔特运动枪有限公司為民間射擊而研製和生產的半自動手槍，發射.380 ACP口徑手枪子彈。
瓦爾特PK380是瓦爾特的歷史發展上第一款純民用型武器，而不考慮被安全部隊、執法機關和／或軍事力量所採用。
瓦爾特PK380在美國則是由美国瓦爾特公司，與史密斯威森公司的一家合資企業進行經銷。

## 設計細節
瓦爾特PK380發射.380 ACP手槍子彈，它的設計與.22 LR口徑的瓦爾特P22非常相似，而後者又是以更大型的瓦爾特P99為基礎。但PK380並非P99或P22的口徑修改型，而是德國設計師根據多年生產P99與P22所獲經驗而重新設計的新槍。
不同於其他品牌的.380 ACP口徑的“袖珍”手槍，PK380的外形尺寸並不小，全槍長與普通手槍的緊湊型相當。PK380外形依舊是“瓦爾特”風格，不過其比P99更為簡潔大方，全槍呈現典雅的啞光黑色。PK380與P99的另一最大不同之處是，前者採用擊鎚迴轉式擊發，後者則是採用擊針式擊發。
儘管外形尺寸大於PPK，但空槍質量僅為560克（18盎司，1.23磅），反而比580克（18.65盎司，1.28磅）的PPK稍輕。
就像P22，PK380亦具有安裝於套筒的手動擊錘檔塊，非待擊解脫式手動保險和外置式擊錘。然而，與其他的瓦爾特手槍不同的是，該槍上沒有內置套筒釋放桿。因此，必須向後拉動套筒並且釋放以令第一發上膛。在裝上空彈匣以下釋放套筒的話，彈匣必須略有下降或完全移除，然後讓套筒向後方拉動並向前釋放。套筒、槍管、底把內部為钢製，握把則是聚合物製以減輕重量。PK380亦在套筒下、扳機護圈前方的防塵蓋整合了一條MIL-STD-1913戰術導軌以安裝瓦爾特的雷射瞄準器系統，或是其他戰術燈、雷射瞄準器、戰術配件。

### 套筒組件
從正面看，PK380的套筒口部呈梯形。套筒兩側沒有多餘的設計，使套筒整體非常簡潔大方。套筒前端兩側都標有“瓦爾特”的商標與“PK380”的字樣，套筒後部則是寬大的防滑槽，具有比起P99上的細小防滑槽更好的防滑效果。套筒尾部則是非待擊解脫式手動保險，兩側均有設置，操作非常靈巧。因為採用擊鎚迴轉式擊發方式，其套筒尾部沒有像P99那樣的彈膛有彈指示器（膛內有彈時，擊針尾端突出），而是在槍管尾端右側預留出一個缺口：當膛室內上彈時，就可以通過缺口看到彈殼尾部，藉以能辨識膛內是否有彈。這種辨別膛內是否有彈方式的缺點是在光線不佳的情況下效果差劣。

### 套筒座組件
PK380的套筒座採用目前流行的聚合物材料製造。套筒座前端下方帶有皮 卡汀尼導軌。與P99手槍上的單槽導軌不同，PK380的導軌有兩個槽，這樣能夠更好地兼容市面上其他公司生產的附件。彈匣卡筍沿用了P99的設計。其位於扳機護圈的尾部兩側，可雙手操作， 更換彈匣時，需向下扳動彈匣卡筍。
這手槍對於人體工程學設計方面亦是一個關鍵性的焦點，握著PK380的握把時，拇指與食指所處的位置有著寬大的手指凹槽；而在安裝好彈匣後，彈匣底座向前突出的部位與握把剛好形成了可供中指、無名指、小指握持的三手指個凹槽。當射手握住PK380時會感到自己的手和槍很好地貼合在一起，這也使得握把上無需設置很多防滑紋。

### 槍管
PK380的槍管在靠近槍口的一端有一點微微的凸起，有助於在待擊狀態下將槍管與套筒貼合在一起，這實際上是對P99槍管與套筒配合關係的改進之處。該槍採用多股式復進簧，以保證彈簧的張力並延長復進簧的壽命。

### 保險裝置
PK380具有雙重保險。第一是位於套筒右側後部的手動保險，這個手動保險功能比較單一，保險桿處於上方時為待擊狀態，此時字母“F”露出，可以隨時進行射擊。當把保險桿扳到下方位置時處於保險位置，此時字母“S”露出，保險機構會卡住擊針，使擊針不能向前運動。但這個手動保險只限制擊針移動，並不像有些手槍的手動保險還兼具擊鎚待擊解脫功能。因而當PK380手槍在待擊狀態下，需要改變射擊模式而實現雙動擊發時，必須先把手動保險扳到保險位置，然後把擊鎚放回到擊發位置，最後再把手動保險扳回待擊位置，這樣才可扣動扳機雙動擊發。
除了手動保險，PK380上還有一處特殊的扳機保險，需通過扳機保險鑰匙閉合或者開啟扳機保險。扳機保險位於套筒座右側、扳機正上方的圓孔內，圓孔的左側刻有“F”，下方刻有“S”。將扳機保險鑰匙插入小孔中並轉動鑰匙，使圓孔內部的指針對準“F”時， 可以隨時扣動扳機開火；將指針對準“S”時，扳機被鎖死，無法向後扣動，即為保險狀態。這種設計可以防止兒童誤操作所帶來的嚴重後果。扳機保險的這種設計方式在其他品牌手槍上極為少見，可謂是瓦爾特公司的獨特設計。

### 供彈方式
可拆卸式彈匣為單排式，可裝填8發，使其具有8+1發的容彈量。
彈匣釋放同樣地是非常靈巧的，按下具有瓦爾特風格而且與扳機護圈底部融為一體並可靈活地操作的彈匣釋放槓桿就可把空彈匣釋放。

### 瞄準具
套筒上的準星和照門顯得很大，有助於快速瞄準目標。準星為刀片狀，照門可以進行左右調節。準星與照門後部都帶有白色氚光管以便夜間瞄準。其瞄準基線長136毫米（6.5英吋）。

## 操作
瓦爾特PK380擊發機構採用類似瓦爾特PPK的擊鎚迴轉式擊發設計，和使用單／雙動操作扳機（SA／DA）射擊。雙動模式有利於快速射擊，尤其在近戰接敵時，只要扣動扳機就可擊發子彈；首發雙動擊發以後，後續子彈的擊發就會自動變換為單動模式了；單動模式以下，扳機扣力較小，有利於提高射擊精度。雙動時扳機行程約13毫米（0.51英吋），扳機扣力約54牛頓（12.14磅力）；單動時扳機行程約5毫米（0.2英吋），扳機扣力約27牛頓（6.07磅力）。
雖然PK380採用.380 ACP口徑，但與PK380所基於的P22不同的是，PK380並非以簡單式反沖作用操作，即是發射子彈時所產生的壓力由套筒組件的慣性重量和復進簧力的組合所抵消。與此相反，PK380仍沿用P99的槍管短行程後座作用和改進型白朗寧槍管擺動式閉鎖機構閉鎖機構。其槍機直到彈頭離開槍管而且壓力已經下降到安全水平前都不會打開。此種設計十分少見，因為.380 ACP基本上為自衛手槍所使用，威力不大，所以大部分.380 ACP口徑手槍，包括瓦爾特PPK都採用自由槍機式自動方式。

## 資料來源
1. 1 2 3 4 5 6 7  . Carl Walther GmbH.   [12 December 2012]. （原始内容存档于2016-03-26）.

## 外部連結
- （德文）—Walther PK380 on the official German Walther website （页面存档备份，存于）
- （英文）—Walther PK380 on the USA Walther website （页面存档备份，存于）
- （英文）—Carl Walther－ET_PK380 （页面存档备份，存于）
- （英文）—Smith-Wesson.com－Walther PK380 Brochure
- （英文）—The Firearm Blog.com—
  - Walther Pistol Kompakt: PK380 .380 ACP （页面存档备份，存于）
  - S&W Finally Shipping Walther PK380 Pistols （页面存档备份，存于）
  - RECALL: Walther PK380 （页面存档备份，存于）
  - New Walther PK380 Pistols （页面存档备份，存于）
- （英文）—Gunblast.com－Walther PK380 Semi-Automatic .380 ACP Pistol （页面存档备份，存于）
- （英文）—Handguns Magazine.com—
  - 380 Shoot Off[永久]
  - A Brave New Walther （页面存档备份，存于）
- （英文）—Tactical-Life.com—
  - 2009 SHOT Show’s Hottest Guns （页面存档备份，存于）
  - New Products （页面存档备份，存于）
  - Walther PK380 （页面存档备份，存于）
  - Walther PK380 （页面存档备份，存于）
- （英文）—Personal Defense World.com—
  - Walther PK380 （页面存档备份，存于）
  - 5 Colorful Personal Defense Pistols （页面存档备份，存于）
  - 6 Walther Handguns Perfect For Concealed Carry Defense （页面存档备份，存于）
  - 13 .380 Pocket Pistols For Personal Protection （页面存档备份，存于）
  - 4 Walther Handguns Suitable For Concealed Carry （页面存档备份，存于）
- （简体中文）—轻兵器—新一代007的首选？——瓦尔特PK380手枪 （页面存档备份，存于）